# Карасубазар Джамісі
Карасубазар Джамісі (крим. Qarasuvbazar Camisi) — мечеть у місті Карасубазар (Білогірськ) Автономної Республіки Крим.
Центральна мечеть у Карасубазарі, одна з перших мечетей у Криму, побудована після повернення кримських татар на Батьківщину з місць депортації.
Мінарет мечеті є унікальним у своєму роді, бо зроблений з алюмінію.